# Elfriede Gscheidlinger
Elfriede Gscheidlinger (* 12. Mai 1915 in Ort im Innkreis; † 14. November 2013 in Braunau am Inn) war eine österreichische Mundartautorin.

## Leben
Sie machte 1929 erste literarische Versuche in Hochdeutsch, nach dem Zweiten Weltkrieg veröffentlichte sie Lyrik und Prosa in Innviertler Mundart und präsentierte diese auch anlässlich von öffentlichen Auftritten bei Lesungen im Innviertel, nahm an Literaturtagen und Workshops im Innviertel und im benachbarten Bayern teil und wurde als erste Frau von Anton Neuhäusler zu einer Lesung aus ihren Werken bei den Münchner Turmschreibern eingeladen. Zu ihren Werken zählen auch Hirtenspiele und ein Passionsspiel.

## Mitgliedschaften
Sie war Mitglied der Innviertler Künstlergilde, des Stelzhamer-Bundes, der Kulturgemeinschaft Der Kreis in Wien und des Innviertler Kulturkreises.

## Werke
- Lustigs Herbarium. Wels, 1978
- Zwoa Lausbuam. Wels, 1972
- Bauernbrot. Wels 1970